# Frédéric Gerschel
Frédéric Gerschel, né le 9 novembre 1966 à Nice, est un journaliste français. Grand reporter au journal Le Parisien à partir de 2005, il intervient également dans les médias audiovisuels, notamment en tant qu’intervieweur politique. Auparavant, il a travaillé pour Paris Match et Le Quotidien de Paris. En 2016, lors d’un reportage en Irak, il est victime d’un grave accident de voiture qui le laisse lourdement handicapé.

## Carrière journalistique
Frédéric Gerschel débute dans la presse écrite au Quotidien de Paris (groupe Quotidien), puis rejoint l’hebdomadaire Paris Match au sein de la rédaction politique. En 2005, il intègre Le Parisien comme grand reporter au service politique et international. Il y couvre de nombreuses campagnes électorales ainsi que des conflits internationaux, notamment au Moyen-Orient. Au fil des années, il devient chef du service politique du Parisien et s’impose comme l’un des journalistes politiques reconnus du quotidien.
En parallèle de son travail de rédaction, Frédéric Gerschel intervient régulièrement dans les médias audiovisuels. Il participe notamment aux interviews politiques de l’émission dominicale Le Grand Rendez-vous sur Europe 1, diffusée conjointement sur i>Télé (devenue CNews). Son expertise l’amène aussi à commenter l’actualité politique à la radio et à la télévision.
Reporter de guerre pendant une quinzaine d’années, Frédéric Gerschel réalise de nombreux reportages dans des zones à haut risque. En 2014, il co-signe avec Nathalie Schuck un livre révélant les confidences de l’ex-président Nicolas Sarkozy, fruit de deux ans d’entretiens discrets,. En reconnaissance de sa carrière, il reçoit en 2019 un Prix spécial à la carrière décerné par l’Association de la presse étrangère (APE),.

## Accident en 2016
Le 26 octobre 2016, alors qu’il couvre la bataille de Mossoul en Irak en tant qu’envoyé spécial du Parisien, Frédéric Gerschel est grièvement blessé dans un accident de la route survenu au Kurdistan irakien,. Le 4x4, dans lequel il circule avec son confrère photographe Philippe de Poulpiquet et son fixeur, effectue une violente sortie de route, loin de la ligne de front, et fait plusieurs tonneaux. Gerschel souffre d’un grave traumatisme crânien et d’un enfoncement de la cage thoracique, ce qui le plonge dans le coma. D’abord hospitalisé à Dohuk, puis à Erbil, il est rapatrié en France en avion sanitaire dès que son état le permet.
Cet accident a de lourdes conséquences sur sa santé. Frédéric Gerschel reste durablement handicapé à la suite de ses blessures. Son cas suscite une forte émotion dans la profession journalistique. L’ancienne première dame Valérie Trierweiler a publiquement remercié le président François Hollande d’être intervenu pour faciliter les secours et le rapatriement de son confrère et ami après l’accident,. Depuis 2016, Frédéric Gerschel poursuit sa convalescence aux Invalides, soutenu par ses proches et collègues, tandis que des débats ont émergé sur la protection sociale des reporters de guerre.

## Publications
Frédéric Gerschel est l’auteur ou le co-auteur de plusieurs ouvrages liés à la politique française :
- Renaud Saint-Cricq et Frédéric Gerschel, Canal Sarkozy : Le président et la télévision deux ans d'histoires secrètes, Flammarion, coll. « Flammarion Enquête », mai 2009, 336 p. (ISBN 208122514X, EAN 9782081225145, présentation en ligne)
- Nathalie Schuck et Frédéric Gerschel, Çà reste entre nous, hein ? : Deux ans de confidences de Nicolas Sarkozy, Flammarion, novembre 2014, 276 p. (ISBN 978-2081314511, EAN 9782081314511, présentation en ligne)
- Renaud Saint-Cricq et Frédéric Gerschel (ill. James), Le Journal du Off : Dans les coulisses de la campagne présidentielle, Glénat, mai 2017, 128 p. (ISBN 2344021159, EAN 9782344021156, présentation en ligne)